# Teófilo Stevenson
Teófilo Stevenson Lorenzo (ur. 29 marca 1952 w Puerto Padre, zm. 11 czerwca 2012 w Hawanie) – kubański bokser, trzykrotny mistrz olimpijski i mistrz świata.
Był synem imigranta, który w 1923 przyjechał na Kubę z Saint Vincent. Zaczął trenować boks w wieku dziewięciu lat, pod kierunkiem byłego mistrza Kuby – Johna Herrery.
Największe sukcesy odnosił w wadze ciężkiej. Po raz pierwszy złoty medal olimpijski zdobył w 1972 roku, tytuł obronił dwukrotnie, w 1976 i 1980, jako drugi bokser w historii. Wcześniej na trzech olimpiadach zwyciężał Węgier László Papp. Trzecim pięściarzem, który dokonał tej sztuki był rodak Stevensona Félix Savón. Stevenson był także trzykrotnym mistrzem świata: w 1974, 1978 oraz 1986 roku. Ostatni tytuł wywalczył w wadze superciężkiej. Nie przeszedł na zawodowstwo. Karierę zakończył w 1986 roku z bilansem 302 zwycięstw i 22 porażek. Był również trzykrotnym medalistą igrzysk panamerykańskich, w tym dwukrotnym złotym.
Z grona polskich pięściarzy dwóch zmierzyło się z Teófilo Stevensonem na igrzyskach olimpijskich. W 1972 roku w Monachium, w walce o awans do ćwierćfinałów Ludwik Denderys przegrał z nim przez nokaut w pierwszej rundzie. Na igrzyskach w Moskwie w 1980 roku Grzegorz Skrzecz starł się z Kubańczykiem w walce ćwierćfinałowej i też przegrał, w trzeciej rundzie przed czasem.
Zmarł 11 czerwca 2012 w Hawanie na zawał serca.